# Centro de Fortalecimiento de los Derechos Indígenas
El Centro de Fortalecimiento de los Derechos Indígenas, también llamado CEFO Indígena, es un programa de carácter colaborativo y sostenido, concebido y desarrollado en 2019 por la Fundación Equitable Origin (EO) y la Coordinadora de las Organizaciones Indígenas de la Cuenca Amazónica (COICA). Se trata de una plataforma diseñada para ofrecer a las comunidades indígenas acceso a recursos, información y herramientas que abarcan aspectos culturales, históricos y temas contemporáneos.
Su propósito principal es proteger, difundir y fortalecer el conocimiento, las comunidades y el estilo de vida indígena. El centro ofrece un espacio donde los pueblos indígenas pueden conectarse, compartir sus experiencias y encontrar apoyo en sus luchas.
Desde su creación el CEFO Indígena ha trabajado en dar voz a los defensores del territorio amazónico, crear contenido educativo, conectar comunidades indígenas con expertos para resolver problemas y dudas relacionadas con la violación de sus derechos y ampliado su alcance más allá de la Cuenca Amazónica mediante alianzas en México, incluyendo cursos avanzados sobre Consulta Previa, Libre e Informada, entre otros.

## Vínculo con los pueblos indígenas
El CEFO Indígena ha establecido una estrecha relación con el territorio y, a partir de 2020, ha implementado una estrategia de conectividad para permitir que las comunidades más remotas tengan acceso a todos los recursos de la plataforma. Además, el CEFO Indígena ha realizado diferentes mingas presenciales en diversas comunidades con el propósito de mantener una conexión continua con las necesidades de los pueblos indígenas en sus respectivos territorios, así como para capacitar a líderes indígenas de Ecuador, Perú y México.

## Partners
- Mitsubishi Corporation Foundation for the Americas (MCFA)
- Institute of Electrical and Electronics Engineers (IEEE)
- Corporación Nacional de Telecomunicaciones (CNT)
- Unión Internacional de Telecomunicaciones (UIT)
- Fundación Raíz Ecuador - Caemba
- TDI Sustainability
- UNESCO
- Inveneo